# Cristuru Secuiesc
Cristuru Secuiesc (pronunciació en romanès: [ˌKristuru sekuˈjesk]; en hongarès: Székelykeresztúr, pronunciat [ˈSeːkɛjkɛrɛstuːr]) és una ciutat del comtat de Harghita, Romania. Es troba a la terra de Székely, una regió etno-cultural a l'est de Transsilvània.
La ciutat administra dos pobles:
- Betești / Betfalva, part de Mugeni fins al 2004
- Filiaș / Fiatfalva

## Història
La ciutat formava part de la zona de la Terra Székely de la província històrica de Transsilvània. Va pertànyer a Udvarhelyszék fins a la reforma administrativa de Transsilvània el 1876, quan va caure dins del comtat d'Udvarhely del Regne d'Hongria. Després del tractat de Trianon de 1920, va passar a formar part de Romania i va passar a formar part del comtat d'Odorhei durant el període d'entreguerres. El 1940, el Segon arbitratge de Viena va concedir el nord de Transsilvània a Hongria.
Hongria va mantenir la ciutat fins al final de la Segona Guerra Mundial. Després de l'ocupació soviètica, l'administració romanesa va tornar el 1945 i va passar a formar part oficialment de Romania el 1947. Entre 1952 i 1960, la ciutat va caure dins la regió autònoma magiar, entre 1960 i 1968 la regió autònoma Mureș-Magyar. El 1968, la província va ser abolida i, des de llavors, la ciutat forma part del comtat de Harghita.

## Demografia

Gent de la ciutat natal a finals dels anys trenta

A partir del cens romanès 2002, la ciutat té una població de 9672 dels quals 9.201 (95,13%) són ètnics hongaresos, 2,47 ètnica gitana, 2,27% ètnics romanesos i 0,12% d'altres.
Pel que fa a la religió, el 46,02% dels seus habitants són reformats, el 35,99% són unitaris, el 14,27% són catòlics, el 2,33% són ortodoxos romanesos.

## Fills il·lustres
- Alexandru Gergely

## Ciutats germanes
Cristuru Secuiesc està agermanada amb:
- Ajka, Hongria (1992)
- Csurgó, Hongria
- Derecske, Hongria
- Dévaványa, Hongria (1994)
- Dunakeszi, Hongria
- Kalocsa, Hongria
- Karcag, Hongria (1990)
- Kúnszentmiklós, Hongria
- Lánycsók, Hongria
- Senta, Sèrbia
- Pesterzsébet, Hongria